# Faunus

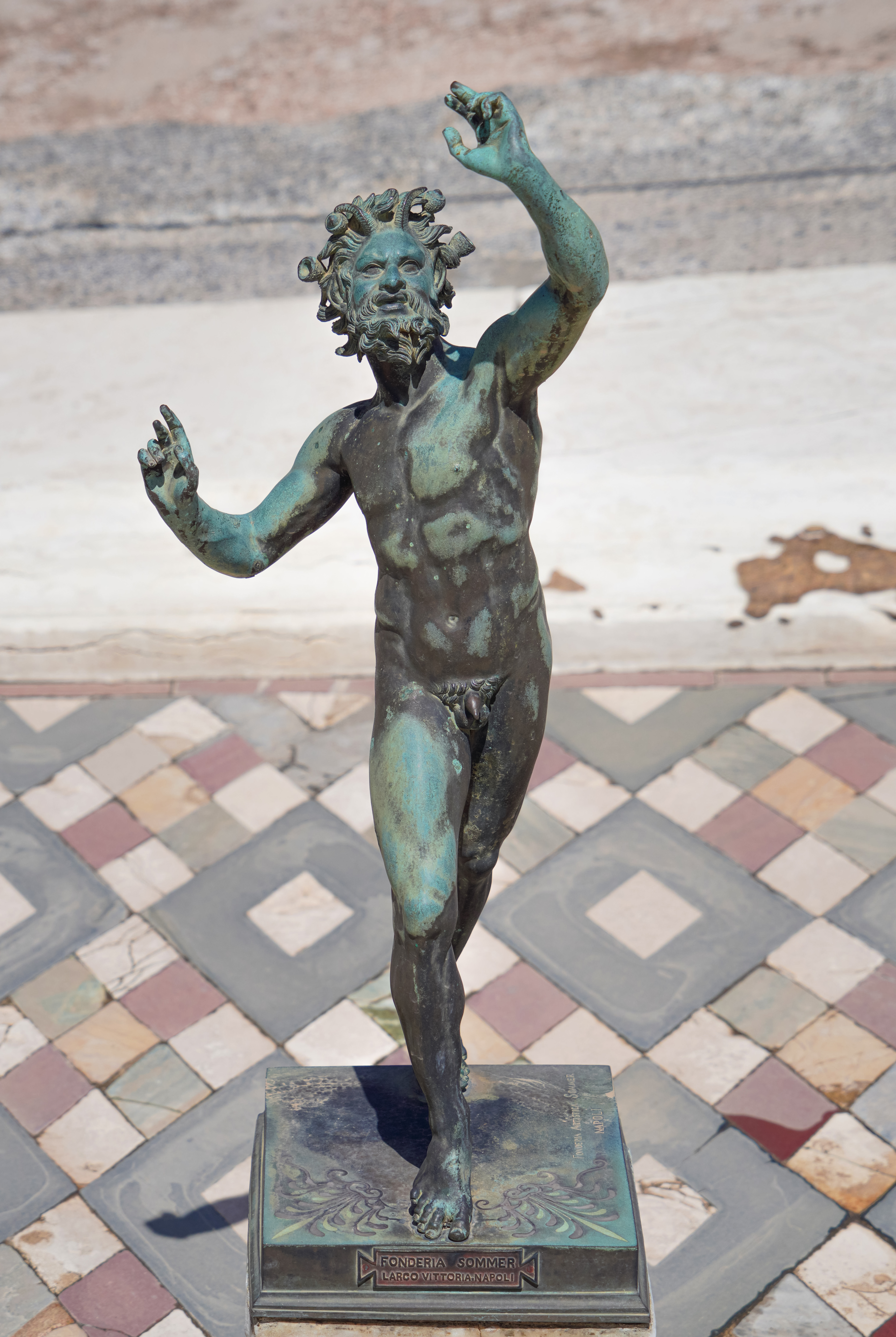
Faun-Skulptur aus dem Haus des Fauns in Pompeji

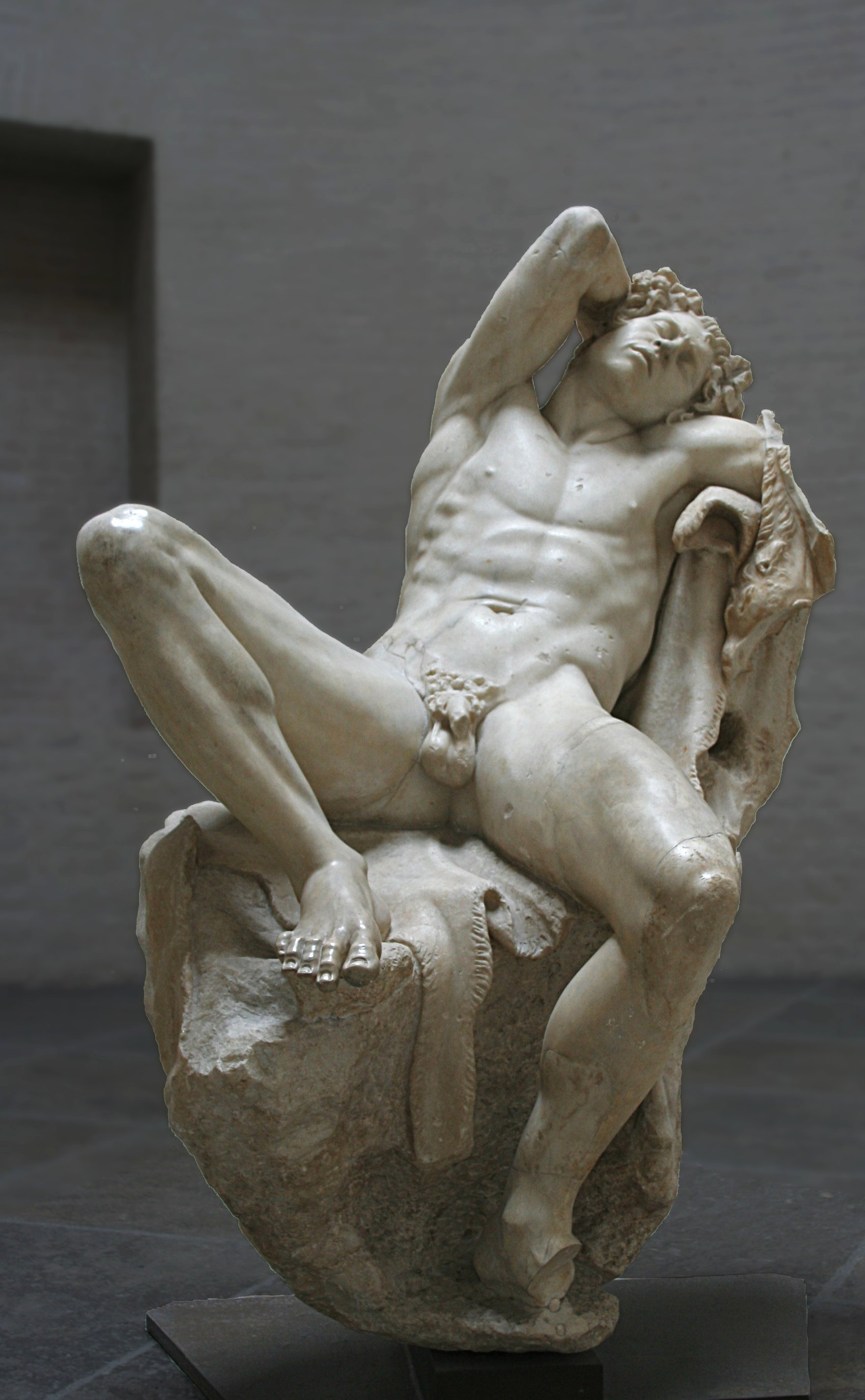
Der Barberinische Faun,
um 220 v. Chr., Marmor, Glyptothek, München

Faunus (eingedeutscht Faun) ist der altitalische Gott der Natur und des Waldes, der Beschützer der Bauern und Hirten, ihres Viehs und ihrer Äcker. Er tritt in vielerlei Gestalt und unter vielen Namen auf. Sein Fest, die Lupercalia, findet am 15. Februar statt. In der griechischen Mythologie entspricht ihm der Hirtengott Pan.
Das weibliche Gegenstück zu Faunus ist Fauna, die als Frau, Schwester oder Tochter des Faunus angesehen wurde. Teilweise wurde sie auch mit der Göttin Bona Dea identifiziert.
Später wurde Faunus als gehörnter Waldgeist oder als Mischwesen aus Mensch und Ziegenbock aufgefasst. Solche Naturgeister konnten auch in einer Mehrzahl auftreten: lateinisch Fauni, deutsch Faune. Entsprechende Figuren der griechischen Mythologie sind die Satyrn.

## Mythos und Kult

### Faunus
In der römischen Mythologie ist Faunus der Sohn des Picus (der häufig als Gefolgsmann des Mars aufgefasst oder mit diesem gleichgesetzt wurde) und der Enkel des Saturnus. Nach Vergil ist er der Vater des Latinus, König von Latium.
Wie sein griechisches Pendant, der Gott Pan, sorgt Faunus für die Fruchtbarkeit von Mensch und Tier, erschreckt die Menschen in Haus und Wald, auch durch böse Träume (Incubus), und erscheint oftmals nicht als ein einzelnes Wesen, sondern als große Zahl von Faunen. Als Fatuus gibt er sogar Weissagungen.
Die Lupercalien waren die Festtage des Faunus, der den Beinamen Lupercus („Wolfsabwehrer“) hatte und in diesem Zusammenhang auch als „Wolfsgott“ bezeichnet wird. Die Priester des Gottes, die Luperci, opferten Böcke und schnitten Riemen aus den frischen Häuten. Dann umrundeten sie den Palatin und schlugen die ihnen Entgegenkommenden mit den Riemen. Dies galt zum einen als Sühne- und Reinigungsritual (daher der Name des Februar: lateinisch februare bedeutet reinigen), zum anderen erhofften sich kinderlose Frauen von der Berührung mit den Riemen Fruchtbarkeit. Ähnliche Rituale kennt man auch aus anderen Kulturen, z. B. unter dem Begriff Schmackostern.
Auf der Tiberinsel in Rom stand der Tempel des Faunus.

### Faune
Später wurde Faunus als ein dem Satyr ähnliches Fabelwesen aus der griechischen Mythologie dargestellt („Faun“ kann daher auch gleichbedeutend mit „Satyr“ verwendet werden); ein Schalmei oder Flöte spielender, gehörnter Waldgeist, ein Mischwesen, halb Mensch, halb Ziege, meist dargestellt mit menschlichem Oberkörper und Bocksfüßen und Schwanz. Faune sollen über Getreidefelder wachen und deren Wachstum begünstigen.

## Rezeption

### Bildende Kunst
Das Sujet des lüsternen Waldgottes wurde in der bildenden Kunst sehr häufig aufgegriffen, wobei es von Anfang an keinen Unterschied gab zwischen der Darstellung des Pan, des Satyrs bzw. des Fauns. Der berühmteste aller Faune ist der Barberinische Faun, eine hellenistische Plastik aus dem 3. Jahrhundert v. Chr. Der Einwand, es handele sich ausweislich fehlender Bocksfüße und eines Pferdeschwanzes nicht um einen Faun, sondern um einen Satyrn, ist durch die Ikonografie nicht gedeckt.
Beispiele für die Darstellung des Fauns in der Malerei der Neuzeit:

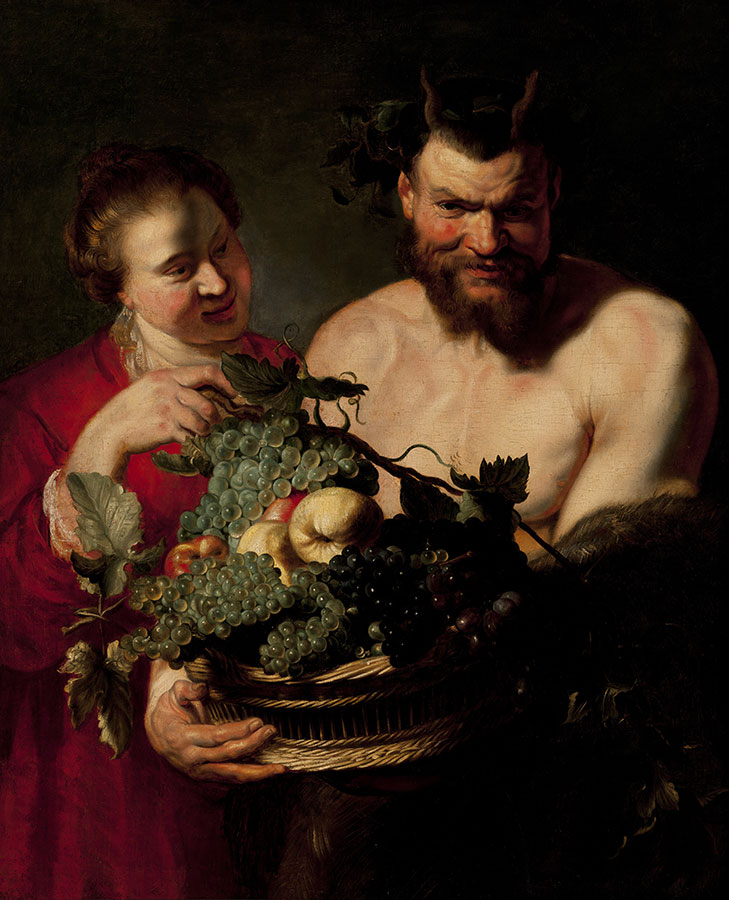
Faun und Mädchen (Peter Paul Rubens, ca. 1620–1625)
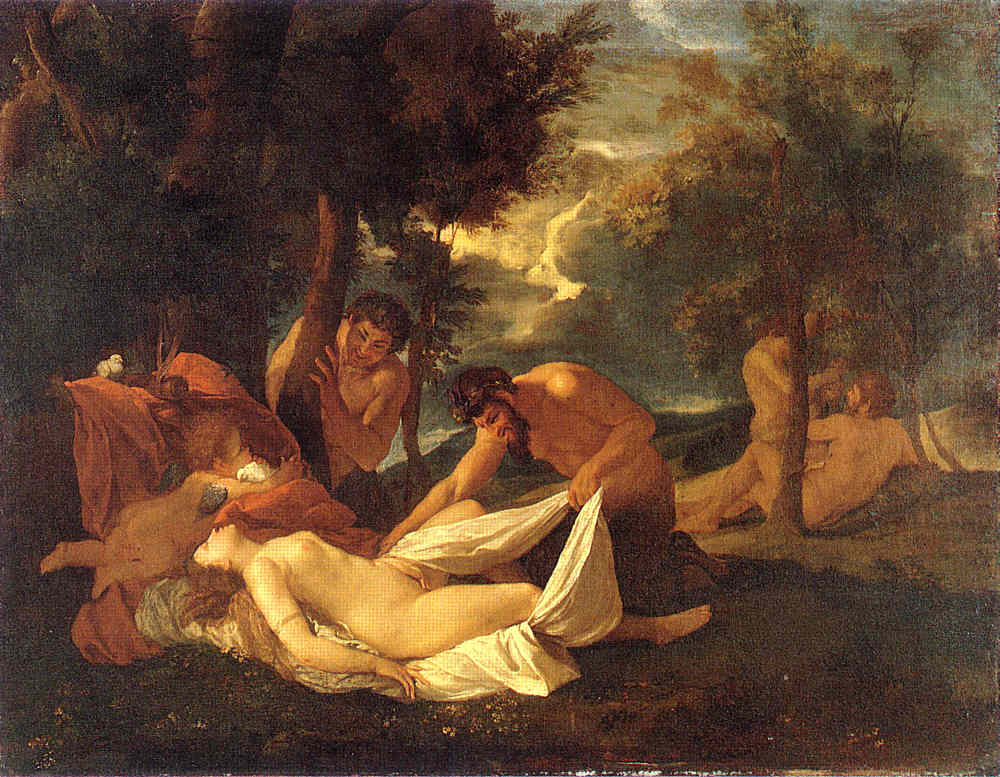
Schlafende Venus, von Faunen überrascht (Nicolas Poussin, 1626)
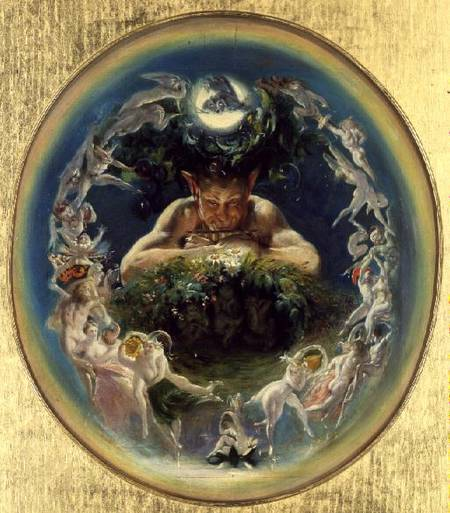
Faun und Feen (Daniel Maclise, ca. 1834)
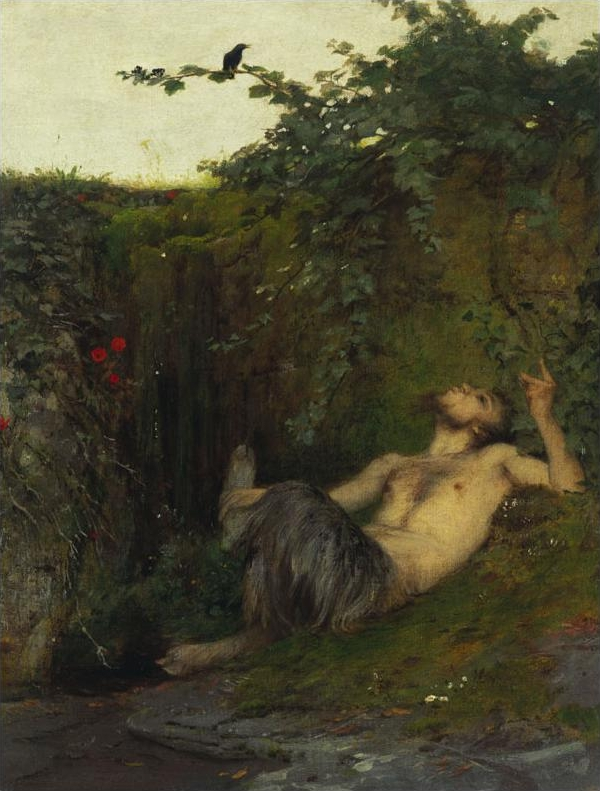
Pan, einer Amsel zupfeifend (Arnold Böcklin, 1863)
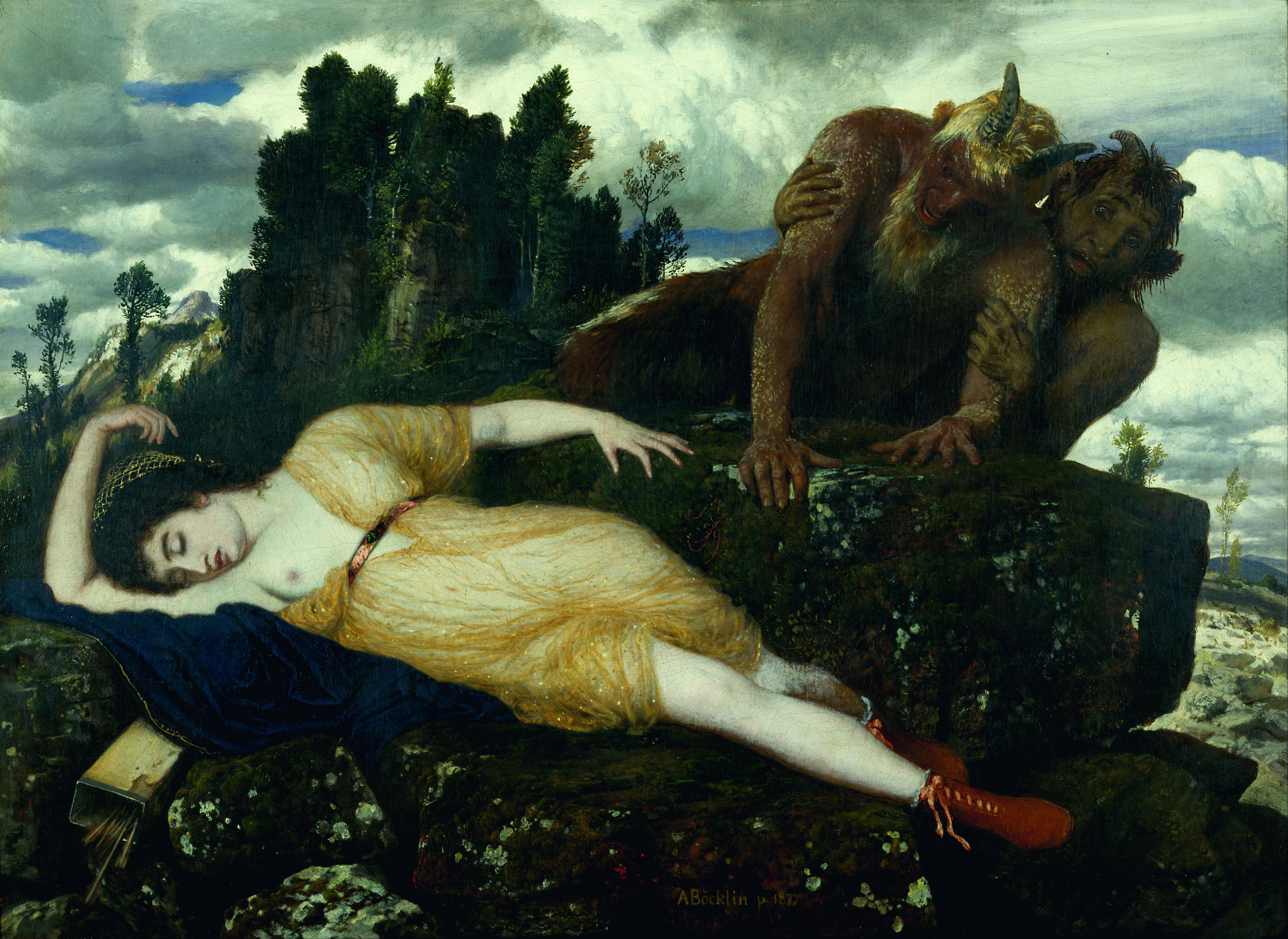
Schlafende Diana, von zwei Faunen belauscht (Arnold Böcklin, 1877)
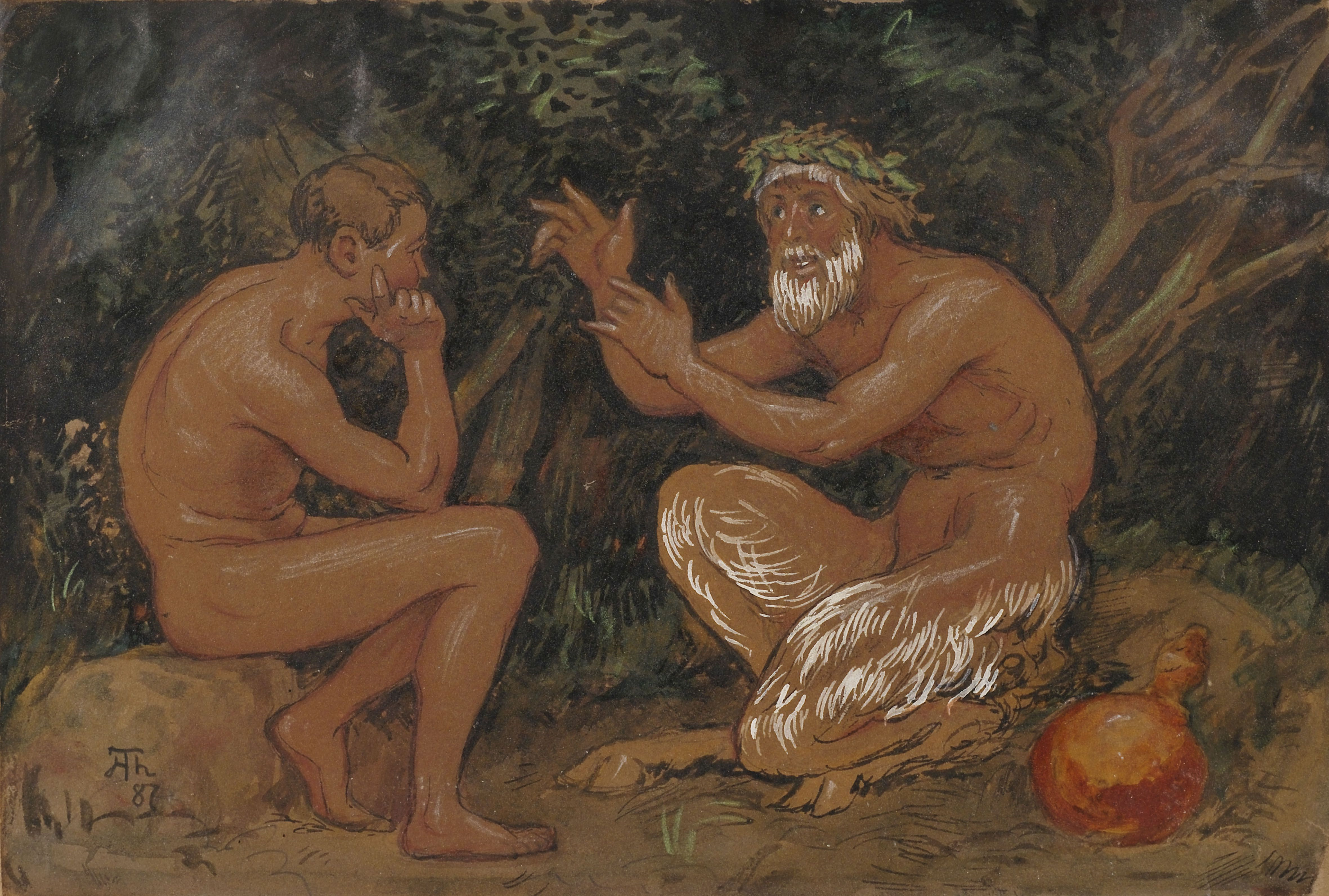
Faun und Jüngling (Hans Thoma, 1887)
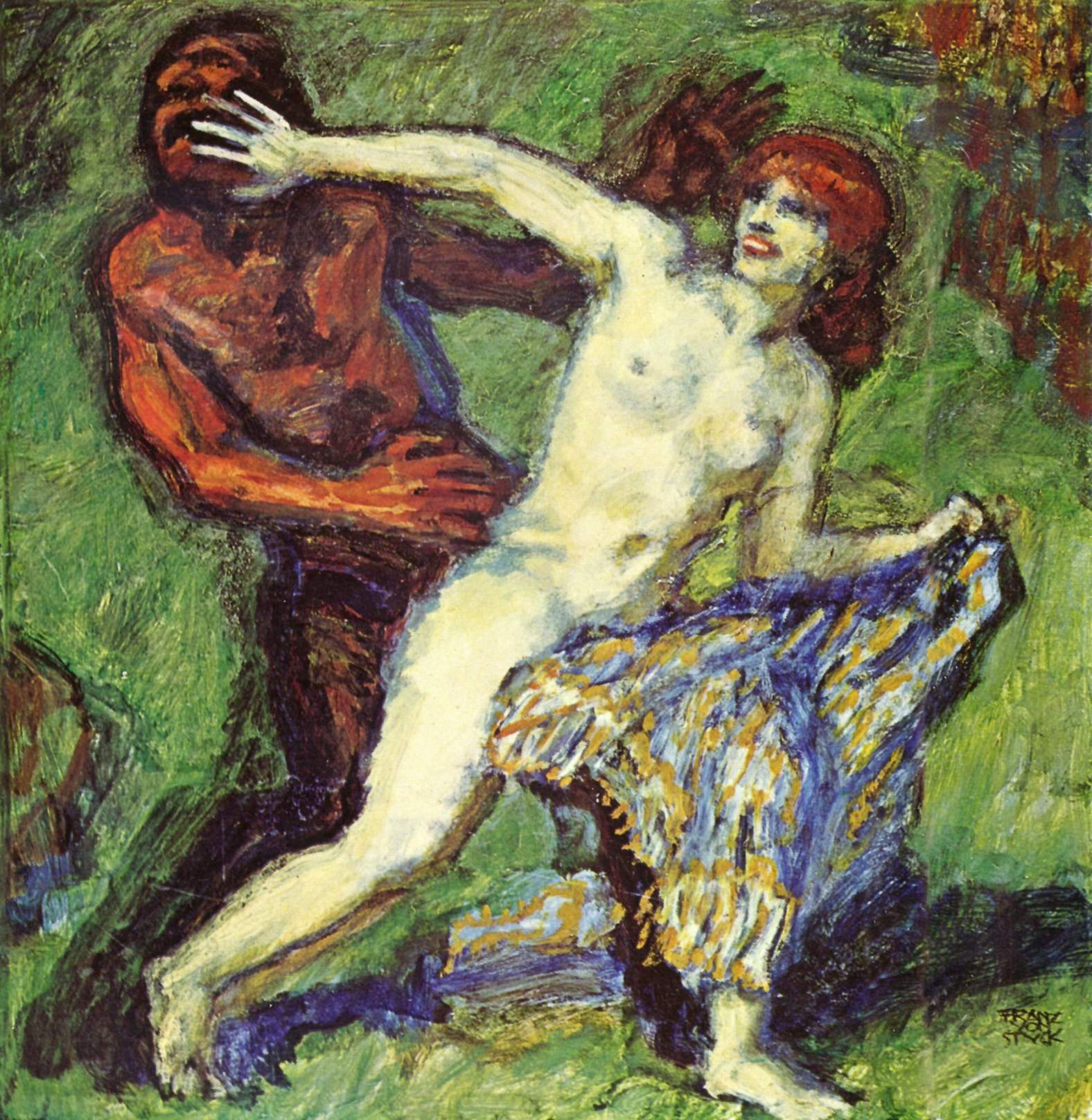
Faun und Nymphe (Franz von Stuck, ca. 1904)

### Literatur und Film

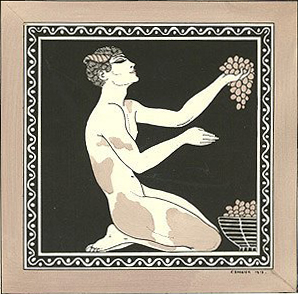
Nijinsky als Faun